# Grimaldi (cratère)
Pour les articles homonymes, voir Grimaldi (homonymie).
Grimaldi est un large bassin situé près du flanc ouest de la face visible de la Lune. Il se trouve au sud-ouest de l'Oceanus Procellarum et au sud-est du cratère Riccioli. Avant Oceanus Procellarum se trouve le cratère Damoiseau, et au nord se trouve Lohrmann.

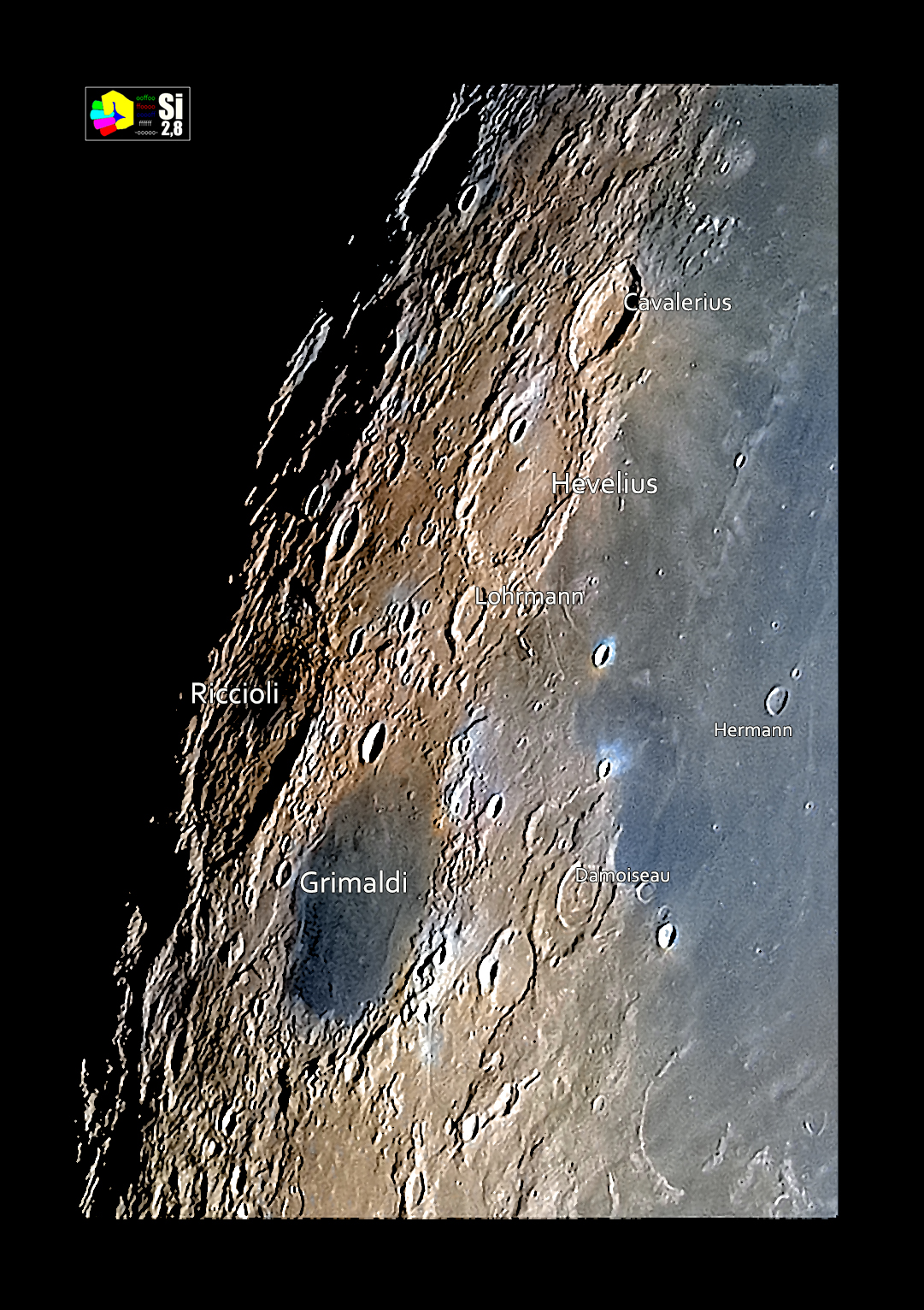
Zone de Grimaldi avec « post-traitement » minéral

La paroi intérieure de Grimaldi fut si fortement usée et érodée par des impacts d'astéroïdes qu'elle forme un anneau bas et irrégulier de collines, de crêtes et de pics, plutôt qu'un bord de cratère-type.
Cependant, il y reste des sommets qui atteignent des hauteurs de plus de 2 000 m. Le sol de lave est la caractéristique la plus notable de ce cratère, formant une surface plane, relativement lisse et sans traits avec un albédo particulièrement bas. La teinte sombre du sol contraste avec l'environnement plus lumineux, ce qui rend le cratère facile à localiser. Le diamètre intérieure approximatif est de 174 kilomètres.
Au-delà du bassin se trouvent les restes épars d'un « mur » extérieur, avec un diamètre de 220 kilomètres. Ce rebord extérieur est plus intact au nord et à l'ouest du cratère qu'ailleurs. 
Au sud-est de Grimaldi se trouve un système de rilles nommé Rimae Grimaldi. Au nord-ouest, ces « rainures » appartenant à la Rimae Riccioli s'approchent du bord ouest de Grimaldi.
Une concentration massique (mascon), ou « hauteur gravitationnelle », a été identifiée au centre de Grimaldi. Le mascon a été cartographié à haute résolution par GRAIL.

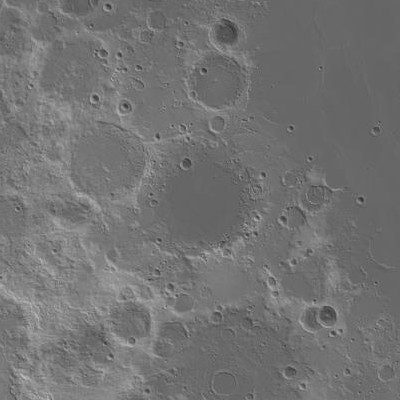
Carte topographique du bassin
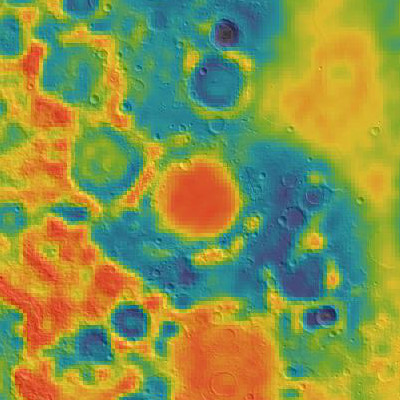
Carte de gravité basée sur GRAIL

Grimaldi est aussi caractérisé par des phénomènes lunaires transitoires, y compris des éclairs occasionnels de lumière, des taches de couleur et des zones de visibilité brumeuse. Les émissions gazeuses de cette zone ont également été détectées par spectroscopie.

## Cratères satellites
Par convention, ces caractéristiques sont identifiées sur les cartes lunaires en plaçant la lettre sur le côté du milieu du cratère le plus proche de Grimaldi. 
| Grimaldi | Latitude | Longitude | Diamètre |
| -------- | -------- | --------- | -------- |
| A        | 5,4 ° S  | 71,2 ° O  | 15 km    |
| B        | 2,9 ° S  | 69,2 ° O  | 22 km    |
| C        | 2,6 ° S  | 61,5 ° O  | 10 km    |
| D        | 3,7 ° S  | 65,5 ° O  | 22 km    |
| E        | 3,7 ° S  | 64,4 ° O  | 13 km    |
| F        | 4,0 ° S  | 62,7 ° O  | 29 km    |
| G        | 7,4 ° S  | 64,9 ° O  | 13 km    |
| H        | 4,9 ° S  | 71,4 ° O  | 9 km     |
| J        | 2,9 ° S  | 70,6 ° O  | 16 km    |
| L        | 8,5 ° S  | 66,7 ° O  | 19 km    |
| M        | 8,0 ° S  | 67,0 ° O  | 18 km    |
| N        | 7,6 ° S  | 66,6 ° O  | 8 km     |
| P        | 8,0 ° S  | 68,3 ° O  | dix km   |
| Q        | 4,8 ° S  | 64,8 ° O  | 21 km    |
| R        | 8,5 ° S  | 71,2 ° O  | 9 km     |
| S        | 6,4 ° S  | 65,0 ° O  | 11 km    |
| T        | 7,7 ° S  | 70,9 ° O  | 12 km    |
| X        | 5,8 ° S  | 72,3 ° O  | 9 km     |